# 小維利尚卡 (奧布希夫區)
50°4′32″N 30°27′52″E / 50.07556°N 30.46444°E
小維利尚卡（烏克蘭語：Мала Вільшанка）是位於烏克蘭北部的村莊，由基辅州奧布希夫區的奧布希夫市鎮負責管轄。該村始建於1678年，面積0.39平方公里，海拔高度187米，2001年人口634，人口密度每平方公里1,646.8人。